# Сражение у Кинбурна (1855)
Сражение у Кинбурна — последняя победа англо-французских сил на черноморском театре военных действий Крымской войны, произошедшая  5 (17) октября 1855 год во время экспедиции к городу Николаеву. Гарнизон русской крепости Кинбурн, расположенной на одноимённой косе в устье реки Днепр, был вынужден капитулировать после обстрела с бронированных кораблей.

## Силы сторон
Английская эскадра состояла из 49 судов: 6 линейных кораблей, 17 фрегатов и шлюпов, 10 канонерских лодок, 6 мортирных лодок и 10 транспортов.
Французская эскадра насчитывала 31 корабль: 3 бронированных плавучих батарей («Девастасьон», «Лав» и «Тоннант»), 4 линейных кораблей, 3 корветов, 4 посыльных кораблей, 12 канонерских и 5 мортирных лодок.
Крепость Кинбурн представляла собой каменный форт устаревшей конструкции с 50 (по некоторым данным с 60) орудиями. Севернее форта были установлены две батареи, укреплённые мешками с песком и насчитывавшие 10 и 11 орудий соответственно. Тяжёлых орудий в крепости не было — артиллерия была представлена 24-фунтовыми пушками, стрелявшими чугунными ядрами, и двумя мортирами. Гарнизон состоял из 5-го резервного батальона Украинского егерского полка и двух рот Одесского полка, всего 37 офицеров и 1 447 нижних чинов. Большинство солдат были необстрелянные новобранцы. Гарнизоном Кинбурна командовал генерал-майор И. В. Коханович.

## Ход сражения
4 (16) октября англо-французский флот подошёл к Кинбурну. 5 (17) октября в 14.00 началась высадка штурмовых частей; канонерские лодки противника стали обстреливать Кинбурн. Крепостная артиллерия отвечала вяло. Вот как описывает штурм участник десанта майор Руссель: «Погода стояла чудесная, теплое осеннее солнце и отсутствие ветра позволило 17-му полку беспрепятственно высадиться в трех милях восточнее передовых укреплений, затем быстро окопаться. Врага не было видно. Несколько казачьих разъездов появились на опушке леса и сразу исчез... Наши мортирные и канонерские корабли три часа бомбардировали укрепления, но не произвели поначалу никакого впечатления».
Капитан-лейтенант Стеценков, который был послан комендантом Очакова генералом Кноррингом разведать ситуацию в Кинбурне, даёт более развернутую картину первого дня осады: «Наша артиллерия отвечала беглым огнём, но, по причине своего малого калибра, не могла причинить кораблям существенного вреда… Урон гарнизона в этот день состоял из 3-х убитых и 24-х раненых. Весь следующий день порывы бурного ветра и зыбь не дозволяли неприятелю действовать по крепости, и в течение целых суток Кинбурн и береговые батареи обменялись с канонерскими лодками всего лишь несколькими выстрелами. Пользуясь затишьем, штабс-капитан Седергольм прикрыл пороховые погреба чугунными колесами от старых лафетов, что оказалось действенным средством от удара бомб…».
6 (18) октября в 9.00 французские плавучие батареи подошли к южной стороне Кинбурна на расстояние около четырёх кабельтовых и открыли огонь. Все фрегаты союзной эскадры расположились на юго-западном траверзе и принялись прямой наводкой громить цитадель. Вместе с артиллерией Кинбурн обстреливали из винтовок находившиеся на плавбатареях французские морские пехотинцы.
Ответный огонь русских батарей оказался совершенно неэффективен, поскольку русские ядра отлетали от толстой брони французских броненосцев, делая в ней только вмятины. Французские артиллеристы понесли лишь незначительные потери, когда некоторые русские ядра случайно залетали внутрь через казематы орудий. 
Расстрел крепости продолжался два часа. К 11.30 вся артиллерия юго-западного вала была выведена из строя. Загорелись артиллерийские казармы. Тушить пожар под таким плотным огнём было невозможно, и пламя быстро охватило все строения.
В 13.45 неприятель, пользуясь ослаблением огня крепостной артиллерии, ввёл в лиман 9 паровых фрегатов (три французских и шесть английских), которые расположились к северо-востоку от форта. Теперь крепость была окружена со всех сторон. Нескольких сот орудий большого калибра начали методично уничтожать земляную крепость. После пятичасовой бомбардировки, когда ответный огонь гарнизона прекратился, адмирал Брюэ выслал две шлюпки с парламентёрами и предложил сдаться. Генерал-майор Коханович, считая положение безвыходным, принял условия капитуляции.

## Реакция современников
Флаг-капитан адмирала Э. Лайонса отмечал, описывая воздействие русского огня на французские броненосные батареи, что «бомбы разбивались о них, будто стеклянные», и что французские батареи были «безупречны».
Французский вице-адмирал А. Брюа писал позднее французскому морскому министру Ф. Гамелену: «Я отношу быстроту, с которой мы достигли победы, во-первых, на счет полного окружения форта со стороны и суши, и на моря, и, во-вторых, — на счет плавучих батарей, которые проламывали огромные бреши в крепостных валах и которые, благодаря замечательно точному прицельному огню, оказались способны разрушать прочнейшие стены. Многого можно ожидать от использования этих грозных машин войны…».
Классическим считается описание бомбардировки Кинбурна, сделанное присутствовавшим при этом корреспондентом лондонской «Таймс» Расселом: «Плавучие батареи французов открыли огонь в 9.30, и в течение всего дня их стрельба отличалась точностью и результативностью. Русские с готовностью ответили, и батареи оказались окруженными столбами воды, поднимаемыми русскими ядрами. Успех эксперимента (бронирования плавучих батарей) был совершенным. Они встали на якорь всего в 800 ярдах от русских батарей. Вражеские ядра даже на такой малой дистанции не могли повредить их — ядра отлетали от их бортов, производя эффект не больший, чем пистолетные пули на мишени в тире. Можно было слышать отчётливые удары ядер о борта батарей, и видеть, как они отлетают от них в сторону, с которой они были выпущены, и, потеряв свою силу, падают в воду. На одной из батарей насчитали 63 выбоины от ядер только на плитах одного из бортов — не считая отметин от ядер, скользнувших по палубе, или пробоин в фальшборте, но все повреждения брони свелись к трём выбитым заклёпкам».
В газете «Daily News» от 23 ноября 1856 года была опубликована дневниковая запись участника сражения — английского капитана Джеймса Кардигана: «Генерал-майор Коханович шел вперед с саблей в одной руке и пистолетом в другой. Он бросил свою саблю к ногам офицера и разрядил пистолет в землю. Он был взволнован до слез, покидая крепость, обернулся и горячо воскликнул на русском, из чего переводчик смог только разобрать: „О! Кинбурн! Кинбурн! Слава Суворова и мой позор, я оставляю тебя“ или что-то подобное».
«Когда войска маршем покидали гарнизон, был отдан приказ составить винтовки в козлы, но многие бросали их на землю к ногам победителей с выражением ярости и унижения на лицах… Коханович плакал, бросая ручку, которой он подписал пункты капитуляции, но у него не было причины стыдиться того, как он защищался. По условиям капитуляции гарнизону было разрешено отступить, взяв все, за исключением оружия, боеприпасов и орудий; офицерам было разрешено иметь при себе сабли, рядовым захватить свои ранцы, обмундирование, полковые горны, церковные принадлежности, реликвии и портреты… В течение дня пленников погрузят на корабли и отправят в Константинополь. Они распродали своё личное обмундирование, снаряжение, телеги, продовольствие и все, от чего смогли избавиться, организовав утром на намывной косе что-то вроде примитивного аукциона… Завтра утром около 750 русских будет отослано на „Вулкан“. В целом, они кажутся наихудшей частью русской пехоты, какую я видел, и состоят либо из стариков, либо из мальчишек. Первые выглядят достаточно бравыми солдатами, но последние — бестолковые, неотесанные и малорослые».
Сдача Кинбурнской крепости вызвала взрыв негодования в Санкт-Петербурге. Пленение русских солдат было воспринято патриотической общественностью столицы очень болезненно. В 1857 году, в связи «с позорной капитуляцией Кинбурнского гарнизона», в отношении генерал-майора Кохановича и начальника артиллерии подполковника Полисанова были начато следствие, которое их полностью оправдало. Тем не менее они всё-таки сразу были уволены в отставку, правда с сохранением пенсиона.

## Оккупационный гарнизон
После взятия Кинбурна союзники несколько раз высылали в Бугский лиман канонерские лодки, которые доходили до Воложской косы, но их сдерживал огонь русских полевых батарей, и они возвращались в устье лимана. В конце октября, союзники, укрепив Кинбурн, отплыли оттуда в Камыш и Балаклаву.
В крепости был оставлен гарнизон из французского 95-го полка линейной пехоты и сапёров. К середине января 1856 года он с моряками составлял 2150 человек. Русские обсервационные части на всём побережье французы оценивали в 15 000 пехоты и 500 казаков. Французы построили ров и вал во всю ширину косы, которые были прикрыты плавучими батареями. В развалинах сожженной русскими в день высадки деревни Кинбурн они устроили аванпост. С наступление морозов лиман покрылся льдом, во избежания вмерзания корабли отряда приходилось ежедневно обкалывать. 31 декабря 1855 года на корвете «Плегетон» гарнизон инспектировал генерал Э. Лебёф.
Понеся значительные потери от болезней и имея лёгкие стычки с казачьими разъездами, пресекавших попытки гарнизона получить еду у местного населения, полк оставался в крепости и после известия о заключении Парижского мирного договора.
24 апреля 1856 года прибыли русские офицеры для приема Кинбурнской крепости - князь Волкеншейн, командир гвардейских сапер, и генерального штаба капитан Ризенкампф. 3(15) мая был дан совместный обед, и на следующий день французы погрузились на фрегат «Зане», корвет «Роланд» и авизо «Мегера». 180 пушек крепости были отправлены во Францию в качестве трофеев .

## Военный опыт
Кинбурнское сражение получило известность прежде всего тем, что в нем впервые были применены броненосные корабли. Построенные по чертежам императора Наполеона III, французские бронированные канонерские лодки безнаказанно разрушали орудийным огнём слабые кинбурнские укрепления, так как они были неуязвимы для устаревших чугунных ядер, выпущенных из крепостных орудий среднего калибра, которые лишь разбивались об их броню.
После этого триумфа нового вида боевых кораблей ведущие военно-морские флоты мира стали отказываться от прежних деревянных кораблей в пользу строительства броненосцев.